# Komitet Nauk Pedagogicznych Polskiej Akademii Nauk
Komitet Nauk Pedagogicznych Polskiej Akademii Nauk – jednostka organizacyjna Polskiej Akademii Nauk utworzona w 1953. Podejmuje działania na rzecz nauk pedagogicznych, środowiska naukowego i oświatowego oraz integruje polskich naukowców wokół najważniejszych problemów i zadań polskiej pedagogiki.

## Przewodniczący Komitetu
Na czele Komitetu stoi jego przewodniczący. W okresie istnienia Komitetu przewodniczącymi byli:
- 1953–1973 – prof. Bogdan Suchodolski
- 1974–1984 – prof. Wincenty Okoń
- 1984–1993 – prof. Heliodor Muszyński
- 1993–2007 – prof. Tadeusz Lewowicki
- 2007–2010 – prof. Stefan Michał Kwiatkowski
- 2011–2020 – prof. Bogusław Śliwerski
- od 2020 – prof. Agnieszka Cybal-Michalska